# Neognathae
Infra-classe
Les néognathes (Neognathae) forment un grand groupe d'oiseaux actuels, groupe qui s'oppose aux oiseaux paléognathes. À l'exception de la famille des sphéniscidés, ces oiseaux ont tous plus ou moins gardé leur aptitude au vol.
Cette sous-classe selon ADW ou super-ordre selon NCBI, compte environ 9 000 oiseaux répartis suivant la taxinomie Sibley-Ahlquist en 2 taxons, les Galloanserae et les Neoaves.

## Description

Schéma d'une aile d'oiseau.

Le squelette des néognathes se distingue aisément de celui des paléognathes car les néognathes possèdent un bréchet. Ils se distinguent également par leurs métacarpes fusionnés, l'élongation de leur troisième doigt de l'aile, la réduction du nombre de leurs vertèbres. De plus ils peuvent, sauf exception, voler. Leurs ailes et leurs plumes présentent donc un intérêt particulier mais sont finalement similaires à celles des paléognathes, ceux-ci ayant perdu la capacité de voler selon les théories admises par la communauté scientifique.
Les os du palais sont soudés chez les paléognathes mais non chez les néognathes. On a longtemps pensé que la rigidité du palais était un caractère ancestral conservé par les paléognathes et sa mobilité un caractère acquis par les néognathes, mais l'étude de Janavis finalidens, un ichthyornithe (groupe frère des néornithes, les oiseaux actuels) qui vivait au Maastrichtien supérieur, montre qu'il avait un palais mobile : la mobilité serait donc en fait un caractère ancestral acquis par les ornithurés, conservé par les néognathes mais perdu par les paléognathes.

## Systématique
- Galloanserae
  - Gallomorphae
    - Craciformes
    - Galliformes

  - Anserimorphae
    - Anseriformes
- Turnicae
  - Turniciformes
- Picae
  - Piciformes
- Coraciae
  - Galbulimorphae
    - Galbuliformes

  - Bucerotimorphae
    - Bucerotiformes
    - Upupiformes

  - Coraciimorphae
    - Trogoniformes
    - Coraciiformes
- Coliae
  - Coliiformes
- Passerae
  - Cuculimorphae
    - Cuculiformes

  - Psittacimorphae
    - Psittaciformes

  - Apodimorphae
    - Apodiformes
    - Trochiliformes

  - Strigimorphae
    - Musophagiformes
    - Strigiformes

  - Passerimorphae
    - Columbiformes
    - Gruiformes
    - Ciconiiformes
    - Passeriformes